# Hemtjärnen (Vilhelmina socken, Lappland, 718120-157547)
Hemtjärnen är en sjö i Vilhelmina kommun i Lappland och ingår i Ångermanälvens huvudavrinningsområde. Sjön har en area på 0,15 kvadratkilometer och ligger 562 meter över havet. Sjön avvattnas av vattendraget Rönnbergsbäcken.

## Delavrinningsområde
Hemtjärnen ingår i det delavrinningsområde (718121-157294) som SMHI kallar för Mynnar i Bäskån. Medelhöjden är 543 meter över havet och ytan är 12,33 kvadratkilometer. Det finns inga avrinningsområden uppströms utan avrinningsområdet är högsta punkten. Rönnbergsbäcken som avvattnar avrinningsområdet har biflödesordning 4, vilket innebär att vattnet flödar genom totalt 4 vattendrag innan det når havet efter 335 kilometer. Avrinningsområdet består mestadels av skog (55 procent) och sankmarker (33 procent). Avrinningsområdet har 0,15 kvadratkilometer vattenytor vilket ger det en sjöprocent på 1,2 procent.